# ザ・クーリエ
『ザ・クーリエ』（The Courier）は2019年のアメリカ合衆国・イギリスのアクション映画。監督はザカリー・アドラー、出演はオルガ・キュリレンコ、ゲイリー・オールドマン、アミット・シャーなど。
特殊部隊に所属していた過去を持つ裏社会の運び屋の女性が重要な生き証人の男性を暗殺の危機から救うために闘う姿を描いている。
作曲家のジェームズ・エドワード・バーカーが製作、脚本、音楽を担当している。

## ストーリー
ある配達人がニックという男性を警護しているFBI捜査官シモンズのもとに荷物を届ける。すると、その荷物は青酸ガスを放出し、捜査官は次々と死んでいく。実はニックは裏社会の大物であるエゼキエルを有罪にするために裁判で証言することになっていたため、エゼキエルはニックの口を封じるために内通者であるシモンズに青酸ガス発生装置を送ったのである。
ところが、ここでエゼキエルにとって予想だにしなかった事態が発生する。その配達人がニックの護衛を成り行きで引き受け、立ち向かってきたのである。実は、配達人はシリアで工作隊員として活動した経験もある凄腕の持ち主なのである。この事態に現場を仕切るブライアント捜査官は慌てる。シモンズと同じくエゼキエルに内通していたブライアントは他の捜査官らがやって来るまでの1時間以内にニックと配達人を始末せざるを得なくなる。しかし、配達人はブライアントの部下たちを次々と倒していく。ブライアントは狙撃手に支援を請う。狙撃手に撃たれて重傷を負ったニックを車の中に隠し、配達人はブライアントの部下たちを全て葬り去るが、狙撃手に捕らえられてしまう。捕らえられた配達人を人質にとったブライアントの呼びかけに応じてニックが姿を表す。しかし、その油断を突いて配達人は脱出、狙撃手と一騎討ちとなり、かろうじて狙撃手を倒す。一方、ブライアントはニックを追い詰めるが、ギリギリのところで配達人に殺される。出血多量のニックを配達人は救急病院に送り届ける。証人であるニックの生存が確認されたことで、ニックが行方不明となっていたために起訴が取り消されていたエゼキエルは逮捕される。ブライアントとシモンズの上司であるロバーツ特別捜査官がニックを見舞う。ところがロバーツもエゼキエルに内通しており、ニックを暗殺しようとする。しかし、その事態を察知していた配達人とニックはロバーツの背後から銃を突きつける。

## キャスト
※括弧内は日本語吹替
- 配達人: オルガ・キュリレンコ （小松由佳）
- エゼキエル・マニングス: ゲイリー・オールドマン（金尾哲夫）
- ニック・マーチ: アミット・シャー（英語版）（水越健）
- シモンズ捜査官: アリシア・アグネソン - ニックを護衛。
- 狙撃手: グレッグ・オーヴィス
- パーロウ捜査官: クレイグ・コンウェイ（英語版） - 自宅軟禁中のエゼキエルを監視。
- ブライアント捜査官: ウィリアム・モーズリー（蟹江俊介）
- ロバーツ特別捜査官: ダーモット・マローニー（小磯一斉） - シモンズとブライアントの上司。
- アリス・マニングス: キャリー・テイラー（村上麻衣） - エゼキエルの娘。

## 製作・マーケティング
2018年10月30日、オルガ・キュリレンコが本作に出演することになったと報じられた。2019年1月15日、ゲイリー・オールドマンの起用が発表された。2月11日、ダーモット・マローニー、ウィリアム・モーズリー、アミット・シャー、アリシア・アグネソン、クレイグ・コンウェイがキャスト入りした。同月、本作の主要撮影がロンドンで始まった。6月12日、ジェームズ・エドワード・バーカーが本作で使用される楽曲を手掛けるとの報道があった。10月10日、本作のオフィシャル・トレイラーが公開された。12月27日、本作のサウンドトラックが発売された。

## 評価
本作は批評家から酷評されている。映画批評集積サイトのRotten Tomatoesには19件のレビューがあり、批評家支持率は5%、平均点は10点満点で2.8点となっている。また、Metacriticには5件のレビューがあり、高評価はなく、賛否混在は1件、低評価は4件、加重平均値は15/100となっている。